# وزارت دادگستری (لسوتو)
وزارت دادگستری، حقوق بشر و خدمات اصلاح و تربیتی لسوتو، یکی از وزارت‌خانه‌های کابینه این کشور است که مسئولیت اجرای عدالت، نظارت بر روند دادرسی، حمایت از حقوق بشر و اداره امور مربوط به بازپروری مجرمان را بر عهده دارد. این وزارت‌خانه با بهره‌گیری از منابع اصلاحی، ارتقای مهارت‌ها و رویکردی بدون مدارا در برابر فساد، تلاش می‌کند عدالت را در دسترس عموم قرار دهد و از اقشار آسیب‌پذیر در برابر نقض حقوق انسانی حمایت کند.

## فهرست وزیران
پیت ان‌کیوبه پیت (۱۹۶۶–۱۹۶۷)
بندیکت لسِتِلی (۱۹۶۷–۱۹۶۸)
گابریل مانیلی (۱۹۷۲)
جولیوس موناللی (۱۹۷۳–۱۹۷۴)
چارلز دی. مولاپو (۱۹۷۴–۱۹۷۵)
جرالد پی. راموربولی (۱۹۷۵–۱۹۸۳)
ناتانیل نکواتسانا (۱۹۸۳–۱۹۸۵)
موپو ماتابا (۱۹۸۵–۱۹۸۶)
بنتت خاکتلا (۱۹۸۶–۱۹۹۰)
کلبون مائوپه (۱۹۹۰–۱۹۹۵)
مولاپو خوبلا (۱۹۹۵–۱۹۹۶)
سفیری موتانیانه (۱۹۹۷–۱۹۹۹)
شاکانه موکله (۱۹۹۹–۲۰۰۳)
رفیلوئه ماسمنه (۲۰۰۳–۲۰۰۷)
امپئو ماهاسه-موئیلوا (۲۰۰۷–۲۰۱۲) – نخستین وزیر زن
هایه ادوارد فووفولو (۲۰۱۲–۲۰۱۳)
موفاتو مونیاکه (۲۰۱۳–۲۰۱۴)
موتلوهی مالیهه (۲۰۱۴–۲۰۱۵)
موکسته مالیبو (۲۰۱۵–۲۰۱۶)
ماهالی فاموتسه (۲۰۱۷–اکنون)